# Пограничные войска КГБ СССР

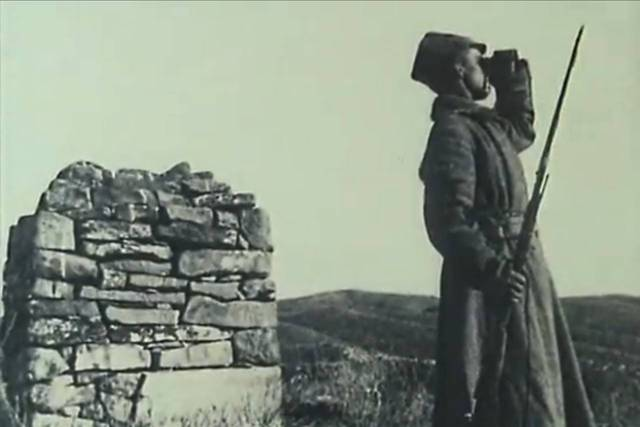
Советский пограничник в Туркестане ведёт наблюдение

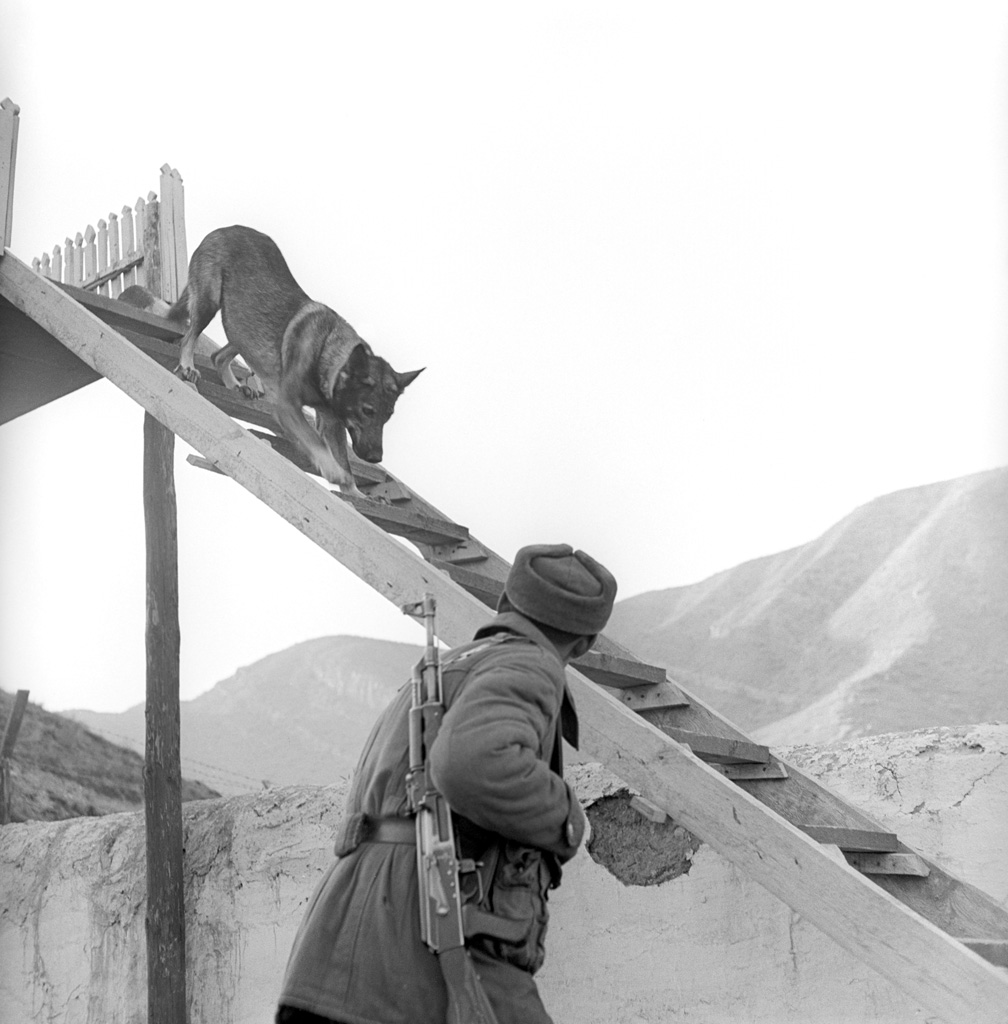
Тренировка вожатым собаки на пограничной заставе, Таджикская ССР.
1 ноября 1966 года, фото Льва Поликашина

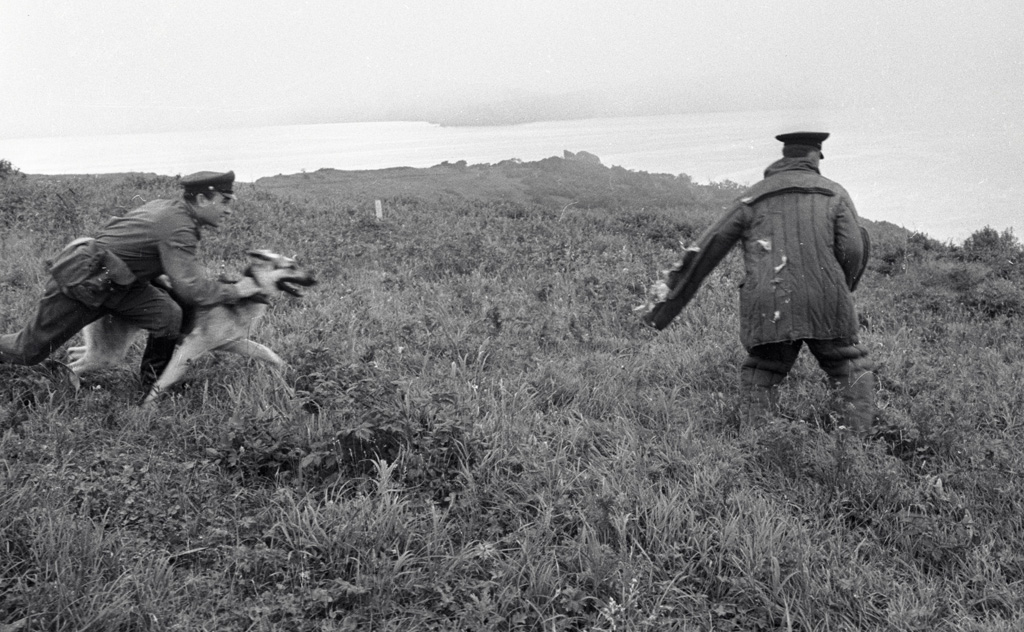
«Нарушитель» переходит границу, тренировка вожатым собаки на пограничной заставе, Камчатская область.
1 октября 1969 года, фото Юрия Абрамочкина

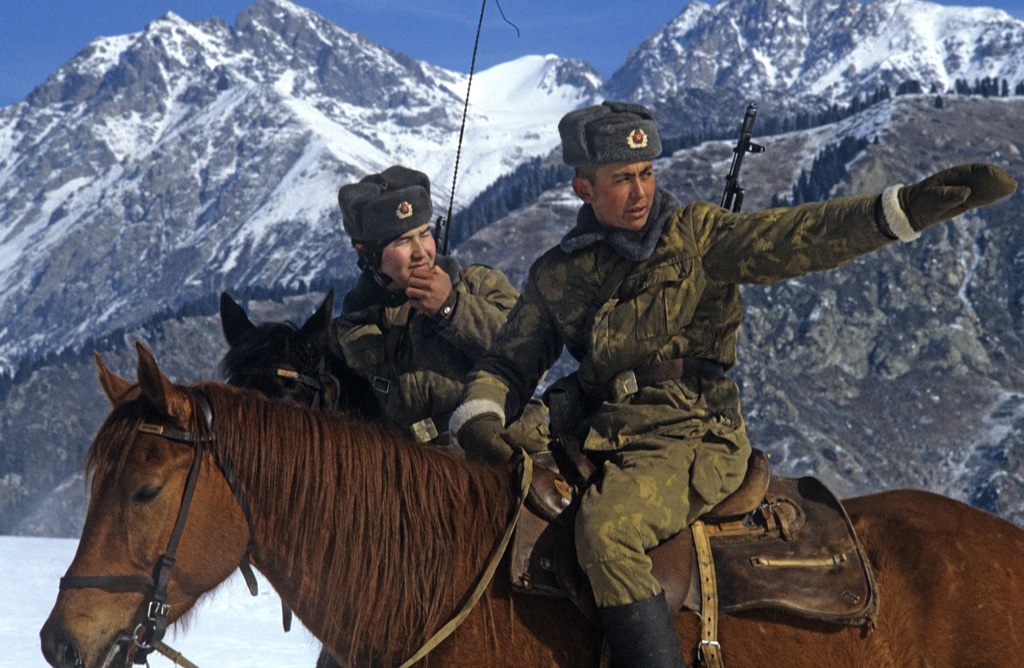
Конный наряд на горном участке советско-китайской границы, пограничная застава (погранзастава) «Хоргос», КазССР.
1 сентября 1984 года, фото Юрия Куйдина

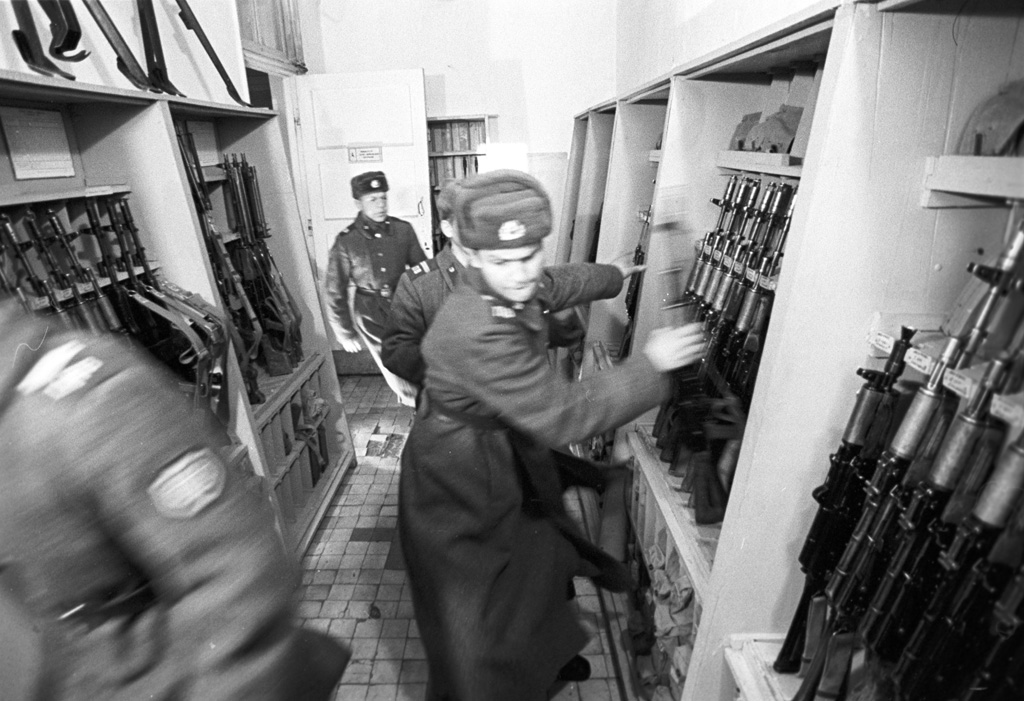
«Застава, в ружьё!» «Хоргос», КазССР.
1 января 1984 года, фото Юрия Куйдина

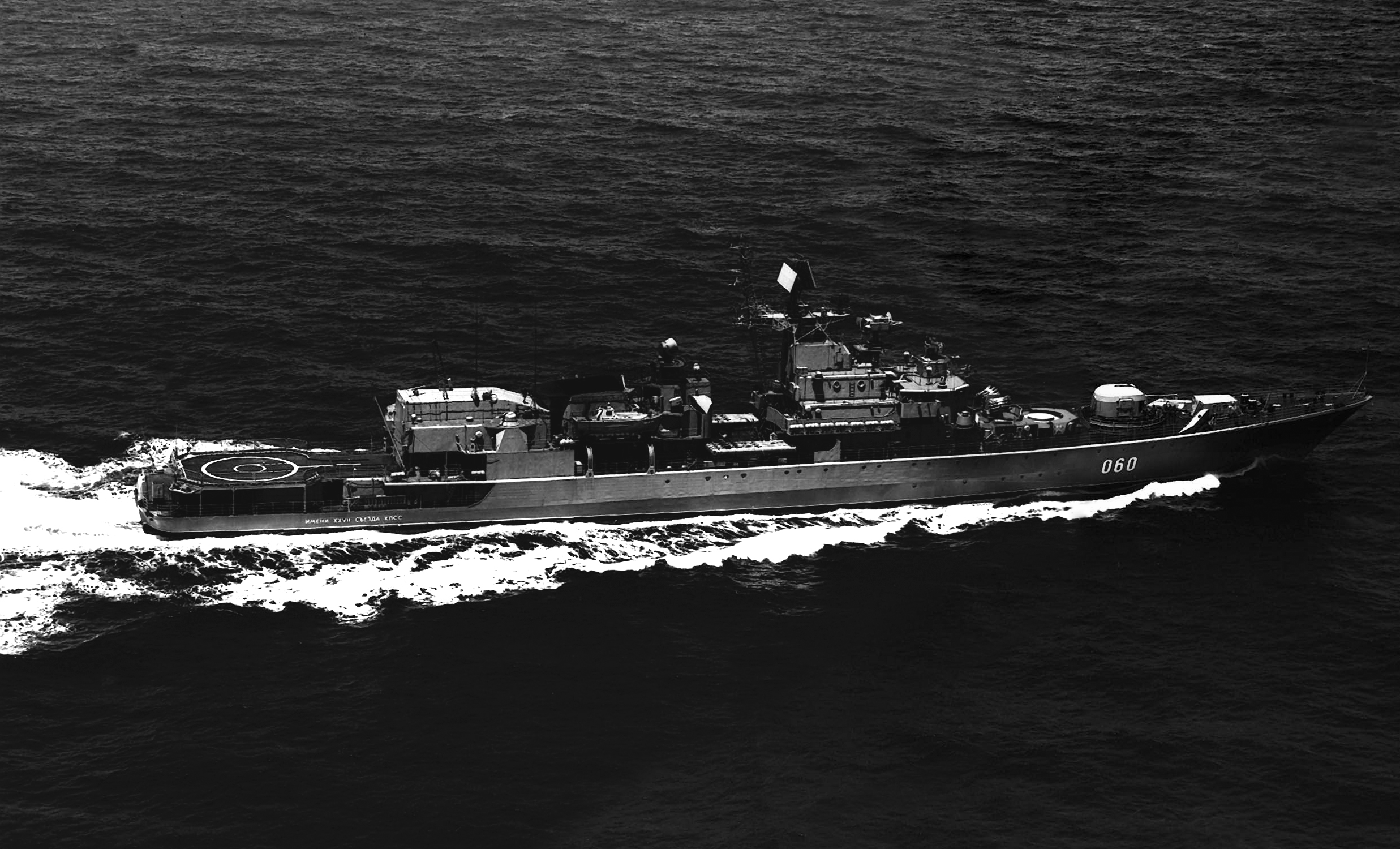
Пограничный сторожевой корабль «Имени XXVII съезда КПСС» (впоследствии «Орёл»), морские части погранвойск, 1 марта 1987 года

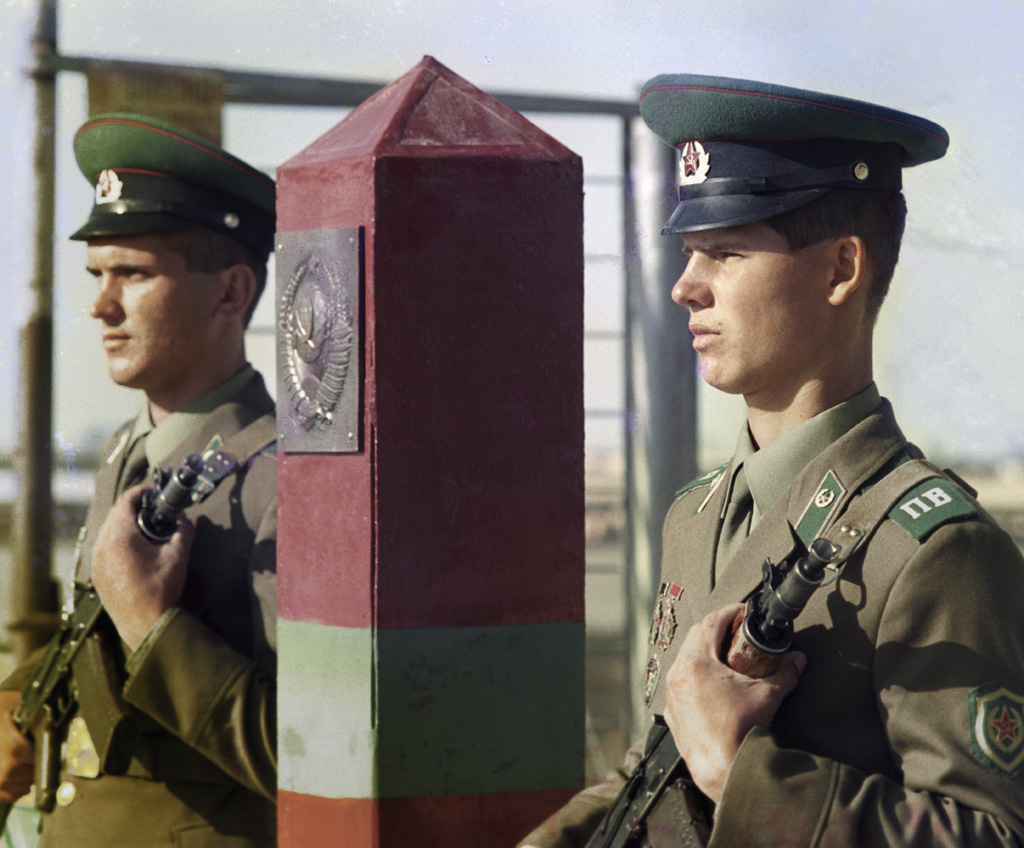
Советско-афганская граница, погранзастава имени С. Н. Карпова, УзССР.
1 июня 1988 года, фото В. Киселёва

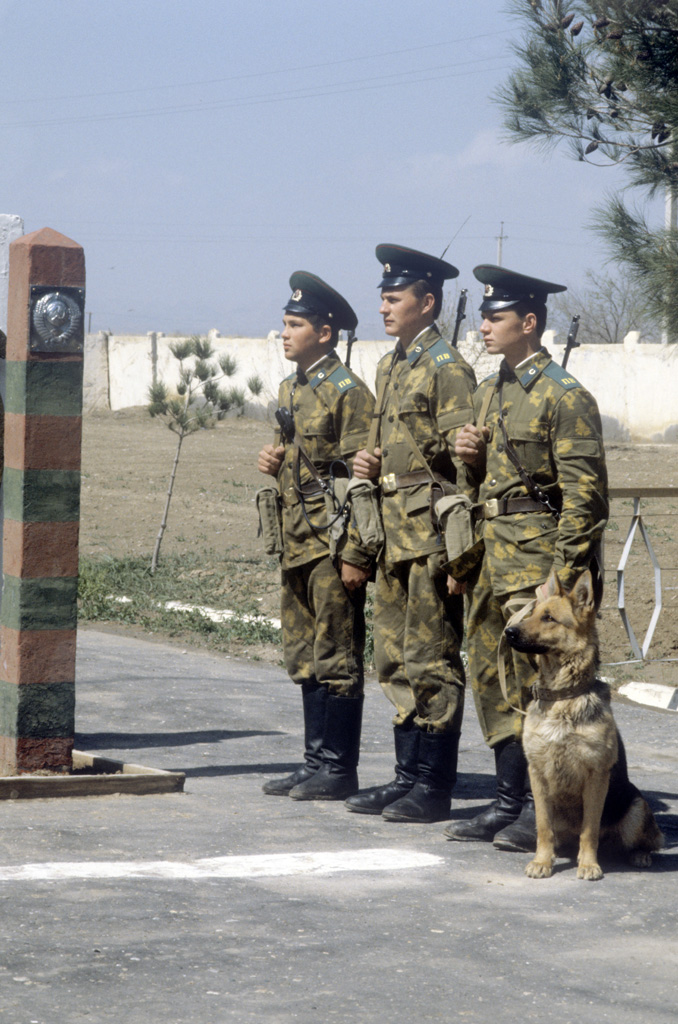
Наряд перед выходом на охрану госграницы, погранзастава имени С. Н. Карпова (погиб в неравном бою с басмачами в 1933 году), Краснознамённый Среднеазиатский пограничный округ.
1 июля 1988 года, фото Вячеслава Рунова

Памятник пограничникам всех поколений в Ростове-на-Дону

Пограничные войска КГБ СССР — войска, предназначенные для охраны и защиты государственной границы СССР, предупреждения и пресечения посягательств на суверенитет и территориальную целостность Союза Советских Социалистических Республик.
Структурно входили в состав Комитета государственной безопасности СССР (КГБ СССР; до 1978 года входил в состав КГБ при Совете Министров СССР).
Являлись составной частью Вооружённых Сил СССР в период с 1 сентября 1939 года по 21 марта 1989 года.

## Функции Пограничных войск КГБ СССР
Круг задач, решаемых пограничными войсками, определялся Законом СССР от 24 ноября 1982 года «О Государственной границе СССР», положением об охране государственной границы СССР, утверждённым 5 августа 1960 года Указом Президиума Верховного Совета СССР.

В задачи поставленные перед ПВ КГБ СССР входили:
- обеспечение неприкосновенности советских границ
- задерживание нарушителей государственной границы
- отражение вооруженного вторжения на территорию СССР войсковых групп и банд
- пресечение допуска перехода (переезда, перелёта) границы в неустановленных местах или незаконными способами
- осуществление пропуска лиц следующих через границу в установленных пунктах
- сотрудничество с таможенными органами в пресечении провоза через границу запрещенных для вывоза и ввоза предметов, валюты и валютных ценностей
- сотрудничество с милицией в обеспечении правил пограничного режима
- сотрудничество с органами рыболовного надзора в охране морских и речных богатств в приграничной зоне
- обеспечение сохранности пограничных знаков и надлежащее содержание линии Государственной границы Союза ССР
- контроль за соблюдением всеми судами объявленного в «Извещениях мореплавателям» режима плавания в пределах территориальных и внутренних морских вод СССР.

Кроме Пограничных войск КГБ СССР, задачи по охране государственной границы СССР (воздушного пространства) также возлагались на войска ПВО, что было закреплено в Законе о государственной границе СССР.

## История

### Довоенный период
30 марта 1918 года при Наркомате финансов РСФСР было создано Главное управление пограничной охраны.
28 мая 1918 года декретом СНК РСФСР учреждена Пограничная охрана границы РСФСР.
24 июня 1918 года Пограничная охрана перешла в ведение Наркомата торговли и промышленности.
24 ноября 1920 года ответственность за охрану границы РСФСР была передана Особому отделу ВЧК.
27 сентября 1922 года был сформирован Отдельный пограничный корпус (ОПК) войск ГПУ (после 15 ноября 1923 года — войск ОГПУ), в составе которого создано 7 пограничных округов.
После сформирования ОПК войск ГПУ, в его составе для охраны водных рубежей были сформированы 4 пограничные флотилии (Северная, Финско-Ладожская, Черноморская и Каспийская), являвшиеся соединениями кораблей и судов, организационно входившими в состав тех пограничных округов, которые имели водные границы. Органом управления пограничными флотилиями в структуре штаба ОПК являлось Отделение морской пограничной службы ОПК, возглавляемое помощником начальника штаба войск ГПУ/ОГПУ по морской части.
После окончания навигации в 1923 году, в связи с невозможностью самостоятельно организовать охрану морской границы из-за малочисленности судового состава, а также из-за отсутствия надёжных средств связи и управления, Северная и Черноморская пограничные флотилии были расформированы. Финско-Ладожская пограничная флотилия была переименована в Балтийскую. В 1924 году была также расформирована и Каспийская пограничная флотилия. В 1933 году на основе краевой морской базы пограничной охраны была сформирована Дальневосточная флотилия пограничной охраны ОГПУ Дальневосточного края.
С июля 1934 года руководство пограничными войсковыми формированиями осуществляло Главное управление пограничной и внутренней охраны НКВД СССР.
В 1935 году все пограничные флотилии в составе пограничной охраны НКВД СССР были переформированы в морские пограничные отряды.
С 1937 года руководство пограничными войсками стало осуществлять Главное управление пограничных и внутренних войск НКВД СССР.
С февраля 1939 года — Главное управление пограничных войск НКВД СССР.
В довоенный период пограничные войска НКВД участвовали:
- в борьбе с различными бандами в приграничных районах практически со всеми сопредельными государствами (за исключением Монголии);
- в конфликте на Китайско-Восточной железной дороге в 1929 году;
- в борьбе с басмачеством в Средней Азии в 1920-е годы;
- в боестолкновениях с японскими войсками у озера Хасан в 1938 году;
- в боестолкновениях с японскими войсками у реки Халхин-Гол в 1939 году;
- в советско-финской войне 1939—1940 годов.

Например, в советско-финской войне участвовало до 30 000 военнослужащих пограничных войск, их потери составили погибшими и умершими от ран 1341 человек, пропавшими без вести 320 человек, а ранеными и обмороженными — 2500 человек.
Но и без крупномасштабных боевых действий служба пограничников была опасной: например, только за 1939 год по всем границам СССР произошло 292 боевых столкновения с военнослужащими сопредельных государств, и это не считая обстрелов, провокаций, стычек с контрабандистами и иных инцидентов.

### Великая Отечественная война

#### Состав Пограничных войск на начало войны
На июнь 1941 года состав Пограничных войск и Морской пограничной охраны НКВД СССР был следующим:
- 18 пограничных округов;
- 94 пограничных отрядов;
- 8 отдельных отрядов пограничных судов;
- 23 отдельных пограничных комендатур;
- 10 отдельных авиационных эскадрилий;
- 2 кавалерийских полка.

Личный состав Пограничных войск и Морпогранохраны НКВД составлял 168 135 человек.
На вооружении Пограничных войск и частей Морпогранохраны НКВД СССР имелось:
- 11 сторожевых кораблей;
- 223 сторожевых катера;
- 180 рейдовых и вспомогательных катеров (всего 414 единиц);
- 129 самолетов.

#### Мобилизация Пограничных и Внутренних войск на фронт
Постановлением правительства от 29 июня 1941 года из войск НКВД планировалось формирование 10 стрелковых и 5 горнострелковых дивизий для передачи их в действующую армию. Впоследствии задача изменилась: следовало сформировать 15 стрелковых дивизий в сокращенном составе. Всего из Внутренних войск на их укомплектование было выделено 23 000, из Пограничных войск 15 000 человек.
После короткого обучения все дивизии были направлены в армии Западного, Северного и Резервного фронтов.
В августе 1941 года по решению ГКО из войск НКВД на фронт было отправлено 110 000 военнослужащих. В середине 1942 года дополнительно 75 000 человек. В конце 1942 года из военнослужащих пограничных и внутренних войск была сформирована Армия войск НКВД (АВНКВД) в составе из 6 дивизий, переименованная 1 февраля 1943 года в 70-ю Армию.

Дивизии формировались по территориальному признаку:
- из пограничных войск — Дальневосточная, Забайкальская и Среднеазиатская дивизия
- из оперативных войск — Уральская и Сталинградская дивизии
- из войск по охране железных дорог — Сибирская дивизия

За весь военный период НКВД передал из своего состава в действующую армию 29 дивизий.

Всего же в боевых действиях участвовало 53 дивизии и 20 бригад НКВД.

#### Вклад Пограничных войск в Победу
С момента начала Великой Отечественной войны пограничники по всей западной границе СССР приняли на себя первый удар вермахта и его союзников. При отходе от государственной границы пограничные части непрерывно участвовали в арьергардных боях. Затем пограничные войска стали основой войск НКВД по охране тыла.
За мужество и героизм, проявленные в первых боях с превосходящим противником на государственной границе, 826 пограничников были награждены орденами и медалями СССР. 11 пограничников были удостоены звания Героя Советского Союза, из них 5 человек — посмертно. Именно благодаря ожесточённому сопротивлению пограничных частей произошла существенная задержка в продвижении противника, которая дала возможность перегруппировать советские армейские части.
25 июня 1941 года СНК СССР возложил задачу охраны тыла действующей РККА на войска НКВД СССР. 2 июля 1941 года все пограничные части, находящиеся в оперативном подчинении общевойскового командования на советско-германском фронте были переориентированы на обеспечение безопасности тыла.
На базе частей Пограничных войск и Внутренних войск проводилась подготовка диверсионных отрядов и инструкторов по военному делу для заброски в тыл врага в партизанские отряды. Для комплектования партизанских отрядов было выделено 1000 пограничников и бойцов Внутренних войск, в том числе 95 командиров.
Однако на незатронутых войной участках границы обстановка тоже значительно осложнилась. Выросло число пограничных столкновений и попыток заброски агентуры в СССР на границах с Турцией, Ираном и Афганистаном (там даже при помощи немцев были попытки возродить басмаческое движение и прорыва банд на советскую территорию). Как и в 1930-е годы, очень неспокойной оставалась граница с оккупированной Японией Маньчжурией. Всего с 1941 по 1945 год на границах СССР произошло 409 боевых столкновений, 866 случаев применения оружия для задержания нарушителей, изъято контрабанды на 23 млн рублей. Зафиксировано удавшихся проходов через границу нарушителей и контрабандистов: в 1941 году — 503, в 1942 — 1452, в 1943 — 1026, в 1944 — 1028. В 1941 году пограничники участвовали в Иранской операции, в 1945 году  — в советско-японской войне. 
С восстановлением западных границ СССР боевая нагрузка на пограничников только выросла: теперь им пришлось вести борьбу против вооруженного антисоветского движения (Украинская повстанческая армия, Белорусское народное партизанское движение, Армия Крайова, Лесные братья и другие. Число боевых столкновений и операций исчислялось там с 1944 по 1947 годы тысячами в год.

### Послевоенный период

#### Смена подчинённости Пограничных войск
В марте 1946 года, после упразднения НКВД СССР, пограничные войска вошли в состав созданного МВД СССР.
В октябре 1949 году пограничные войска были переданы в ведение созданного Министерства государственной безопасности СССР (МГБ СССР).
В марте 1953 года, сразу после смерти Иосифа Сталина, Верховный совет СССР принял постановление, в соответствии с которым Министерство государственной безопасности было объединено с Министерством внутренних дел.  Этим самым пограничные войска вернулись в состав МВД СССР.
28 марта 1957 года Совет Министров СССР принял постановление о передаче функций по охране границы из Министерства внутренних дел Комитету государственной безопасности при Совете Министров СССР (КГБ СМ СССР). Данным постановлением пограничные войска были подчинены КГБ СМ СССР. Причинами для проведения данной реформы стали:
- необходимость в освобождении МВД от «несвойственных ему функций», сосредоточение защиты государственной безопасности в рамках единого, специально для этого предназначенного ведомства (КГБ СМ СССР);
- наделение политической структуры (КГБ) силовой составляющей (пограничные войска), для обеспечения мощной опоры правящему режиму и создание противовеса МВД во избежание доминирования последнего, как это было во времена Лаврентия Берии.

С указанной подчинённостью пограничные войска просуществовали до распада СССР в декабре 1991 года.

#### ПВ КГБ СССР в различных событиях в послевоенный период

##### Борьба с националистическими движениями
Особо тяжёлая ситуация возникла в тех частях СССР, которые были присоединены к нему непосредственно перед войной — это Прибалтика и Западная Украина. В этих регионах подпольные националистические движения вышли на вооружённое противостояние с советскими властями — в основном в приграничных районах. В связи с чем требовалось присутствие усиленной группировки Пограничных и Внутренних войск в данных регионах.

Примерами подобных националистических движений служат:
- Лесные братья в Латвийской, Эстонской и Литовской ССР — в период с 1940 по 1957 годы
- Украинская повстанческая армия — с 1944 по 1954 годы
- Белорусская освободительная армия — с 1944 по 1955 годы

Совместными усилиями Пограничных войск и Внутренних войск к концу 1950-х годов все националистические движения на бывших оккупированных территориях были уничтожены.

##### Конфликты на советско-китайской границе
В связи с советско-китайским расколом в конце 1960-х годов особо обострилась обстановка на советско-китайской границе. Из-за постоянных провокаций со стороны китайских военных и китайских граждан, на границе складывались критические ситуации, в которых советские пограничники неоднократно сталкивались в рукопашных схватках с китайским гражданами, массово нарушавшими государственную границу. Особого пика обстановка достигла к весне 1969 года, когда из-за захвата острова Даманский в Приморском крае РСФСР возникли широкомасштабные боевые действия между советскими пограничниками и Народно-освободительной армии Китая. На третьи сутки вооружённого конфликта позиции пограничников были усилены мотострелковыми подразделениями Советской Армии. Потери китайских военных убитыми составили более 800 человек. Советской стороны — 58 человек убитыми. Из них — 40 пограничников.
Спустя 5 месяцев после Пограничного конфликта на острове Даманский аналогичная ситуация повторилась в меньших масштабах в Восточно-Казахстанской области Казахской ССР у озера Жаланашколь. Потери китайской стороны убитыми составили 19 человек. Потери советских пограничников убитыми — 2 человека.

#### Участие Пограничных войск в Афганской войне

##### Ситуация на советско-афганской границе
После ввода советских войск в Афганистан руководители СССР столкнулись с серьёзной ситуацией: советско-афганская граница с протяжённостью в 1500 километров с государством, в котором шла полномасштабная гражданская война, и которое граничило с тремя советскими республиками, фактически не имела должной защиты, поскольку штатная группировка Пограничных войск не могла контролировать ситуацию на государственной границе, находясь по одну сторону от неё. Большинство опорных пунктов правительственных пограничных войск Афганистана фактически было разгромлено оппозицией. Для оперативного реагирования на изменяющуюся обстановку в приграничной зоне требовалось наличие группировки пограничных войск СССР на территории Афганистана.

##### Группировка пограничных войск в Афганистане

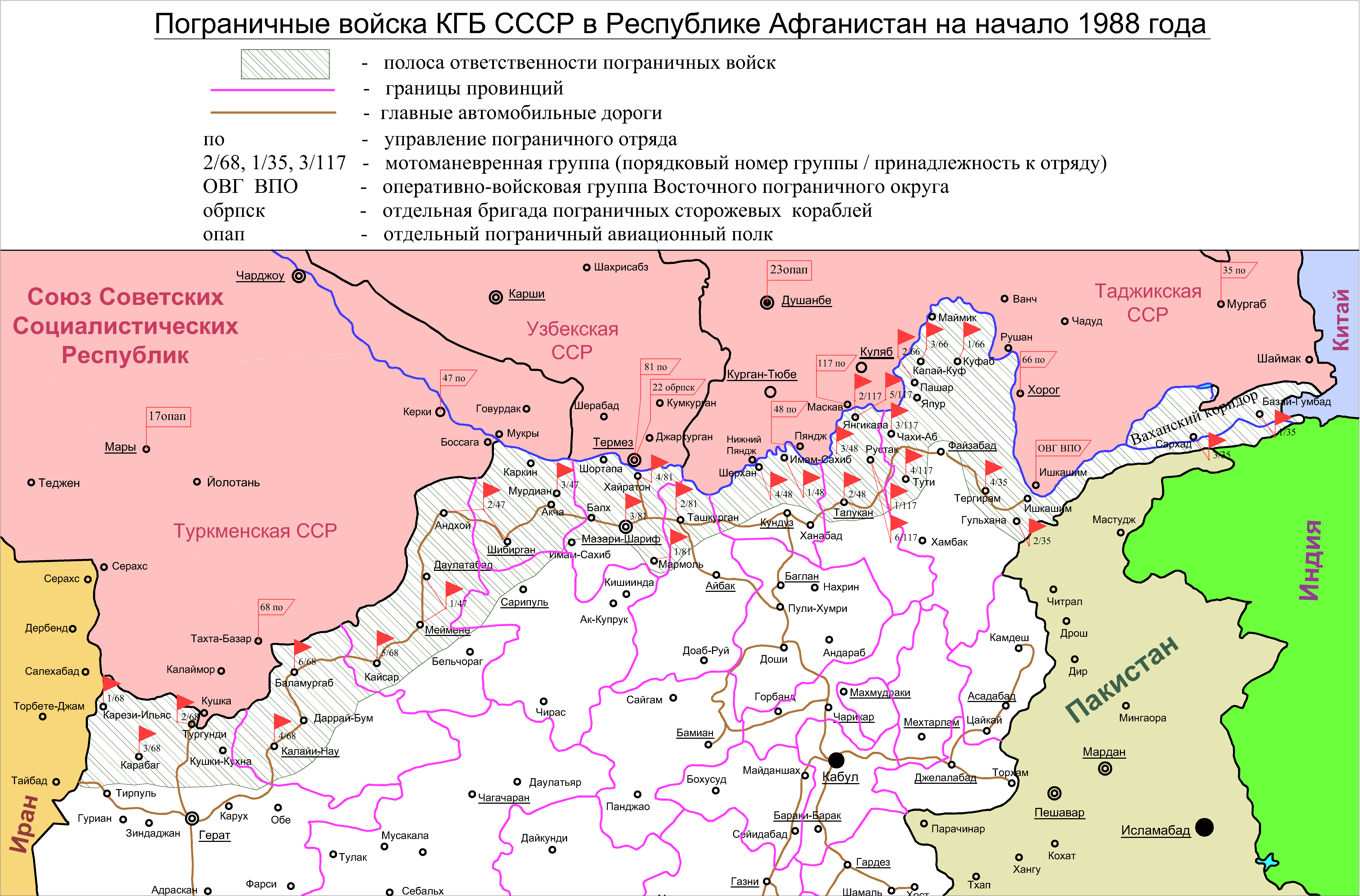
Пограничные войска КГБ СССР в Республике Афганистан на начало 1988 года

С этой целью штаты пограничных отрядов (6 отрядов Краснознамённого Среднеазиатского пограничного округа и 1 отряд Краснознамённого Восточного пограничного округа), чьи зоны ответственности находились на советско-афганской границе, были увеличены и дополнены внештатными подразделениями. 

…Исходя из осложнения обстановки на среднеазиатской границе, особенно на таджикском участке, 22 декабря 1981 г. ЦК КПСС принимает постановление П32/81 о вводе в страну специальных подразделений Пограничных войск КГБ СССР уже общей численностью до 8 тыс. человек на глубину до 100 км, включая провинциальные центры…— Пограничные войска СССР в войне в Афганистане
После ввода в декабре 1979 года в Афганистан советских войск, 8 января 1980 года в северные провинции ДРА были введены первоначально 2 сводных пограничных отряда, которые включали в свой состав мотоманёвренные группы (или сокращённо ммг) пограничных войск КГБ СССР, которые рассредотачивались на территории Афганистана сторожевыми заставами на удалении до 100 километров от границы с СССР. Сводные пограничные отряды для отправки на территорию Афганистана были сформированы в Среднеазиатском, Восточном и Прибалтийском пограничных округах.

Из пунктов дислокации пограничных отрядов на территории СССР в Афганистан для проведения операций по ликвидации афганских моджахедов регулярно на вертолётах отправлялись десантно-штурмовые маневренные группы (дшмг). По организационно-штатной структуре ммг соответствовала батальону. В общем, от семи пограничных отрядов было сформировано 31 ммг. Также были сформированы семь дшмг: по одной от шести пограничных отрядов Краснознамённого Среднеазиатского пограничного округа и одна от Оперативно-войсковой группы Краснознамённого Восточного пограничного округа.

##### Иные пограничные части, участвовавшие в Афганской войне
Полноценное функционирование крупной группировки Пограничных войск в составе ОКСВА увеличило нагрузку на авиационные части Среднеазиатского и Восточного пограничных округов. Для снабжения войск и огневой поддержки с воздуха, были задействованы:

- От Восточного пограничного округа:
  - 10-й отдельный авиационный полк
  - 22-я отдельная авиационная эскадрилья
- От Среднеазиатского Пограничного Округа:
  - 17-й отдельный авиационный полк
  - 23-й отдельный авиационный полк

Также с целью усиления охраны и обороны участка государственной границы проходящей по реке Амударья и Пяндж — был усилен 45-й отдельный дивизион сторожевых кораблей (45 однпск), который к 1988 году был развёрнут в 22-ю отдельную бригаду сторожевых кораблей (22 обрпск). Дивизион (позднее бригада) выполнял задачи по охране советско-афганской границы на речном участке Амударьи и Пянджа протяжённостью около 300 км от н. п. Нижний Пяндж (Таджикская ССР) до населённого пункта Босага Керкинского района Чарджоуской области (Туркменская ССР). Наряду с охраной государственной границы Советского Союза на речном участке в виде подвижного дозора и сопровождения караванов барж по реке, выполнял боевые задания в интересах спецподразделений ПВ КГБ СССР, находившихся на территории Афганистана: десантирование войск и грузов на афганский берег, совместные боевые операции с разведчиками, переправка афганских осведомителей, охрана стационарных мостов и наведенных переправ. 

К началу 1989 года в составе 22 обрпск было 8 кораблей типа «Шмель», 10 ПСК (пограничный сторожевой катер) и 20 катеров типа «Аист».
Отдельно стоит упомянуть об Отдельной спецкомендатуре ПВ КГБ СССР (войсковая часть 55598), которая дислоцировалась в Кабуле. По составу она представляла собой отдельную комендантскую роту. Занималась охраной посольства и всех советских представительств и учреждений. Это было единственное формирование пограничных войск из состава ОКСВА, не находившееся в приграничной зоне ответственности. В боевых действиях участие не принимала.
За 9 лет Афганской войны через службу в ОКСВА прошло более 62 000 пограничников.

## Структура
Войска состояли из пограничных округов, отдельных соединений (пограничный отряд) и входящих в них формирований, осуществляющих охрану границы (пограничные заставы, пограничные комендатуры, контрольно-пропускные пункты), специальных частей (подразделений) и учебных заведений. Кроме того имелись подразделения и части авиации (отдельные авиационные полки, эскадрильи), морские (речные) части (дивизия, бригады пограничных кораблей, дивизионы катеров) и части тыла.

### Состав

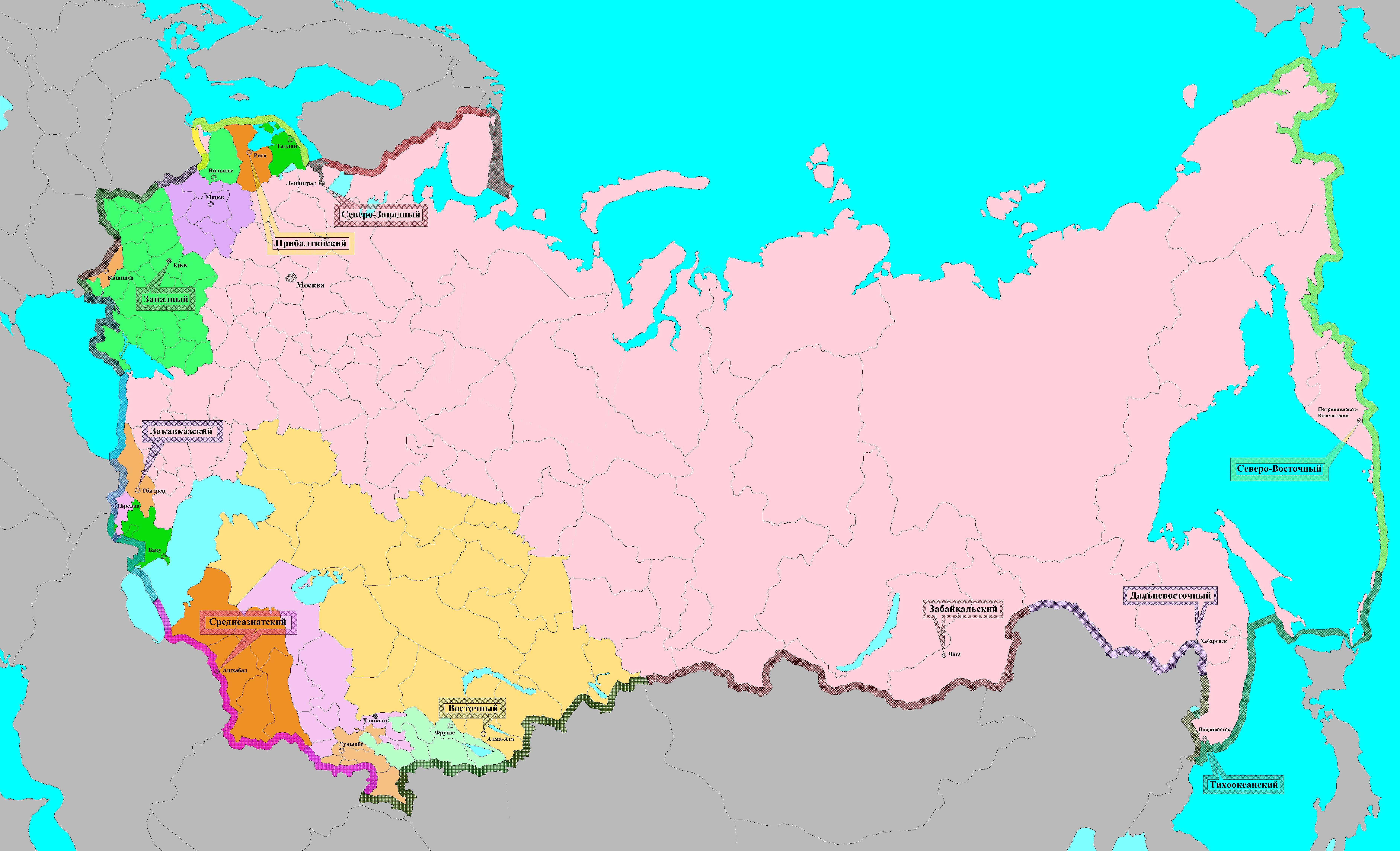
Зоны ответственности пограничных округов КГБ СССР на май 1990 год.
Указаны города с дислокацией управлений округов

Состав Пограничных войск, без учёта соединений переданных в ПВ КГБ СССР из МО СССР, по состоянию на 1991 год (пограничные округа указаны в порядке следования с востока на запад):
- Главное управление пограничных войск (штаб)
  - Северо-Восточный пограничный округ;
  - Краснознамённый Тихоокеанский пограничный округ;
  - Краснознамённый Дальневосточный пограничный округ;
  - Краснознамённый Забайкальский пограничный округ;
  - Краснознамённый Восточный пограничный округ;
  - Краснознамённый Среднеазиатский пограничный округ;
  - Краснознамённый Закавказский пограничный округ;
  - Краснознамённый Северо-Западный пограничный округ;
  - Краснознамённый Западный пограничный округ;
  - Краснознамённый Прибалтийский пограничный округ;
  - Отдельный Арктический пограничный отряд;
  - Отдельный ордена Красной Звезды отряд пограничного контроля «Москва»;
  - 105-й отдельный пограничный отряд специального назначения на территории ГДР (оперативно подчинялся Западной группе войск);
  - Высшее пограничное командное ордена Октябрьской Революции, Краснознамённое училище КГБ СССР имени Ф. Э. Дзержинского (г. Алма-Ата);
  - Высшее пограничное командное ордена Октябрьской Революции, Краснознамённое училище КГБ СССР имени Моссовета (г. Москва);
  - Высшее пограничное военно-политическое ордена Октябрьской Революции, Краснознамённое училище КГБ СССР имени К. Е. Ворошилова (пгт Голицыно);
  - Всесоюзный институт повышения квалификации офицерского состава пограничных войск;
  - Объединённый учебный центр;
  - два отдельных авиационных отряда;
  - два отдельных инженерно-строительных батальона;
  - Центральный госпиталь пограничных войск;
  - Центральный информационно-аналитический центр;
  - Центральный архив пограничных войск;
  - Центральный музей пограничных войск;

В январе 1990 года в связи со сложной обстановкой в Закавказье от Советской армии были переподчинены Пограничным войскам следующие соединения:
- 103-я гвардейская воздушно-десантная дивизия
- 75-я мотострелковая дивизия.

В боевую задачу указанным соединениям поставили усиление отрядов Пограничных войск охраняющих Государственную границу СССР с Ираном и Турцией. В подчинении ПВ КГБ СССР соединения находились в период с 4 января 1990 года по 28 августа 1991 года.
Правовое положение личного состава пограничных войск регламентировалось Законом СССР о всеобщей воинской обязанности, положениями о прохождении военной службы, уставами и наставлениями.
В декабре 1991 года непосредственно перед Распадом СССР и при реорганизации КГБ СССР Главное управление Пограничных войск было упразднено и образован Комитет по охране государственной границы СССР.

## Численность пограничных войск в разные годы
В довоенный период численность пограничных войск СССР была небольшой — 71 882 чел. в 1936 году (без учета внутренней охраны и школ НКВД. В послевоенные годы численность ПВ КГБ СССР существенно колебалась. Наибольшего пика она достигла к распаду СССР:
- апрель 1957 года — 125 490 человек
- январь 1960 года — 141 490
- февраль 1960 года — 89 500
- сентябрь 1961 года — 91 800
- август 1991 года — 220 000

## Командующие (начальники)
В разные годы имели различные наименования должности (начальник Главного управления, управления, отдела и так далее). К концу 1980-х годов, руководство пограничными войсками осуществляло Главное управление пограничных войск. Главным управлением руководил Командующий пограничными войсками КГБ СССР, одновременно являвшийся заместителем Председателя КГБ СССР.
3 декабря 1991 года Главное управление пограничными войсками было преобразовано в Комитет по охране государственной границы при Президенте СССР.
В разные годы командующими пограничными войсками были:
- 1918—1919 — Шамшев, Сергей Григорьевич, (Главное управление пограничных войск (ГУПВ));
- 1919—1920 — Степанов, В. А., (Управления пограничного надзора);
- 1920—1921 — Менжинский, Вячеслав Рудольфович, (Особого отдела ВЧК (охрана границы));
- 1922—1923 — Артузов, Артур Христианович, (Отдел пограничных войск, Отдел пограничной охраны (ОПО));
- 1923—1925 — Ольский, Ян Каликстович, (ОПО);
- 1925—1929 — Кацнельсон, Зиновий Борисович, (Главное управление пограничной охраны (ГУПО));
- 1929 — Вележев, Сергей Георгиевич, (ГУПО);
- 1929—1931 — Воронцов, Иван Александрович, (ГУПО);
- 1931—1933 — Быстрых, Николай Михайлович, (ГУПО);
- 1933—1937 — Фриновский, Михаил Петрович, (ГУПО) (с 1934 года пограничной и внутренней (ГУПиВО)) НКВД СССР;
- 1937—1938 — Кручинкин, Николай Кузьмич, (ГУПиВО);
- 1938—1939 — Ковалёв, Александр Антонович, Главное управление пограничных и внутренних войск (ГУПВВ);
- 1939—1941 — Соколов, Григорий Григорьевич, генерал-лейтенант (ГУПВВ);
- 1942—1952 — Стаханов, Николай Павлович, генерал-лейтенант (ГУПВВ);
- 1952—1956 — Зырянов, Павел Иванович, генерал-лейтенант (ГУПВВ);
- 1956—1957 — Строкач, Тимофей Амвросиевич, генерал-лейтенант(ГУПВВ);
- 1957—1972 — Зырянов, Павел Иванович, генерал-полковник (ГУПВ);
- 1972—1989 — Матросов, Вадим Александрович, генерал армии (ГУПВ);
- 1989—1992 — Калиниченко, Илья Яковлевич, генерал-полковник (ГУПВ).

## Подготовка кадров для пограничных войск
В различные годы подготовкой офицерского состава для пограничных войск КГБ СССР (НКВД/МГБ) осуществлялась следующими учебными заведениями:
- Высшее пограничное командное ордена Октябрьской Революции, Краснознамённое училище КГБ СССР имени Ф. Э. Дзержинского (Алма-Ата)
- Московское Высшее пограничное командное ордена Октябрьской Революции, Краснознамённое училище КГБ СССР имени Моссовета
- Высшее пограничное военно-политическое ордена Октябрьской Революции, Краснознамённое училище КГБ СССР имени К. Е. Ворошилова (пгт Голицыно)
- Всесоюзный институт повышения квалификации офицерского состава Пограничных войск КГБ СССР (Москва)
- Военный институт КГБ при Совете министров СССР
- Орловское высшее военное командное училище связи КГБ СССР имени М. И. Калинина
- Харьковское высшее военное училище тыла МВД СССР
- Калининградское высшее пограничное командное училище
- Ленинградское высшее военно-морское пограничное училище
- Саратовская военно-политическая школа усовершенствования офицерского состава войск МВД
- Махачкалинское пограничное училище МГБ СССР
- Сортавальское училище войск МГБ
- Московская школа усовершенствования офицерского состава
- Каменец-Подольская школа усовершенствования офицерского состава
- Харьковское среднее пограничное военно-политическое училище
- Ново-Петергофское пограничное военно-политическое училище
- Ленинградское военное училище войск НКВД
- Саратовское военное училище войск НКВД
- Орджоникидзевское военное училище войск НКВД
- Себежское специальное училище войск НКВД
- Харьковское военно-фельдшерское училище НКВД
- Ленинградское Суворовское пограничное военное училище МВД

## Знаки отличия

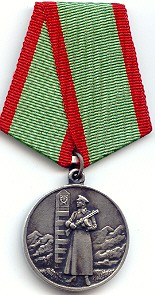
Медаль «За отличие в охране государственной границы СССР»
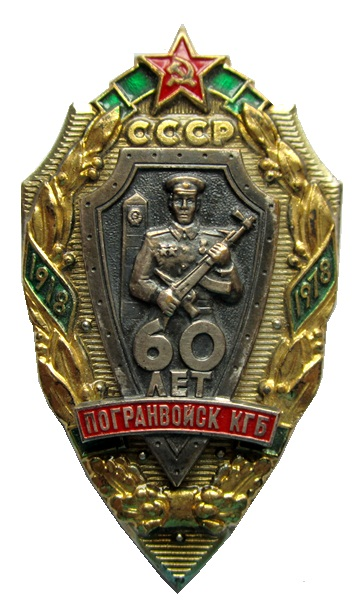
60 лет погранвойскам КГБ СССР, 1978 год
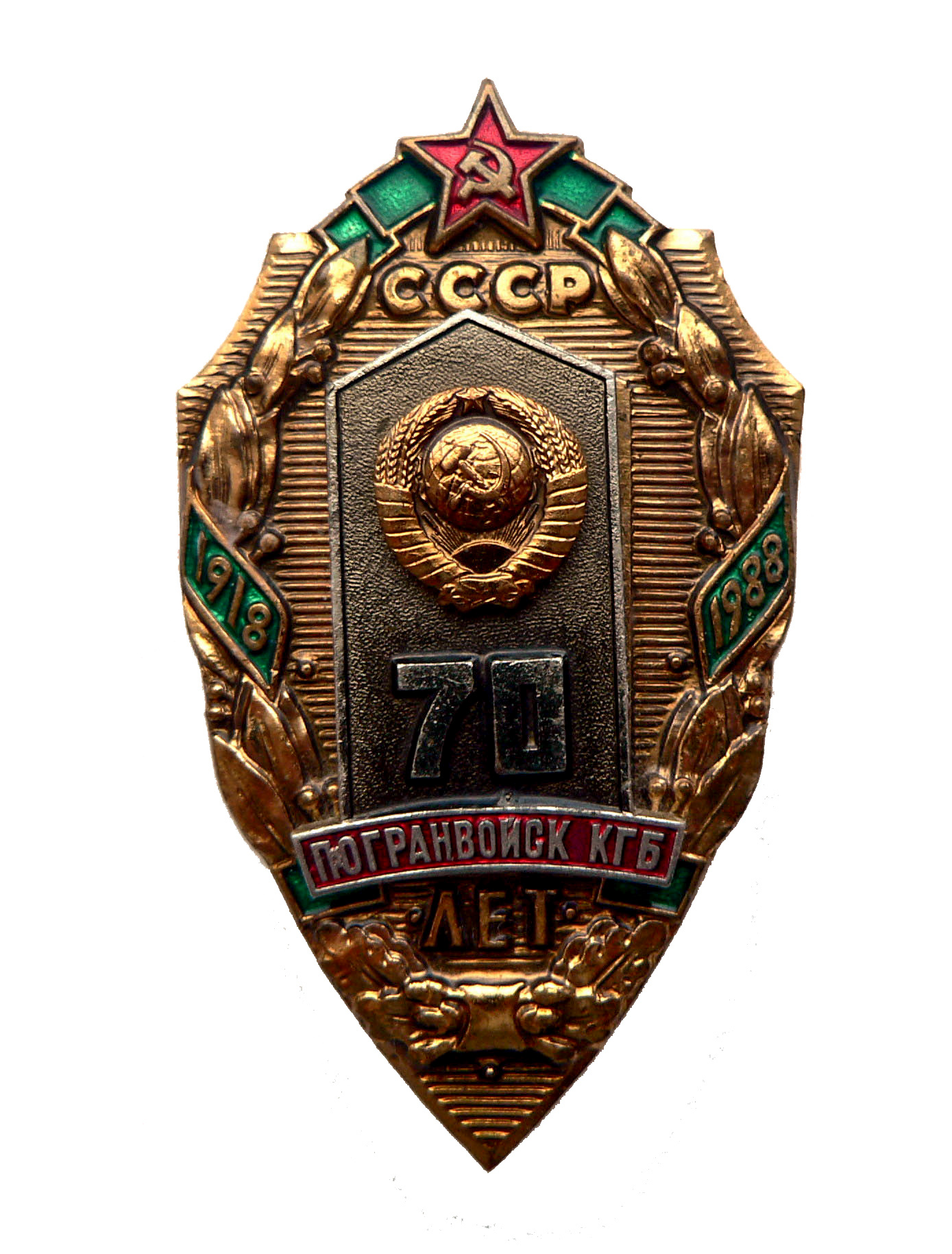
70 лет погранвойскам КГБ СССР, 1988 год
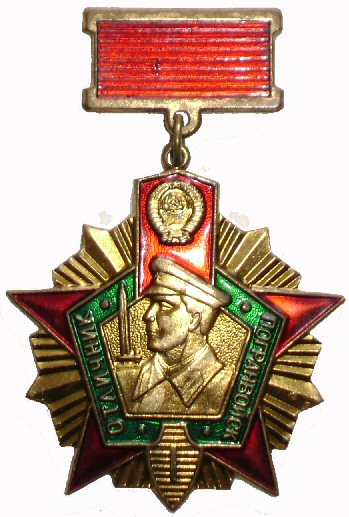
Нагрудный знак «Отличник погранвойск» I степени
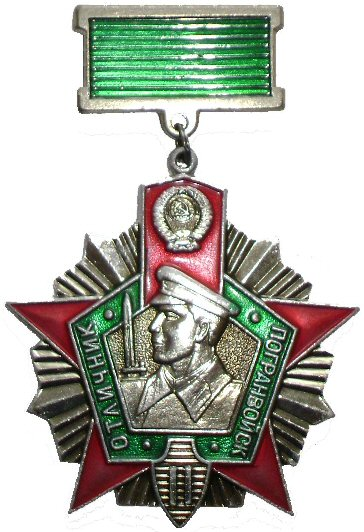
Нагрудный знак «Отличник погранвойск» II степени

## Галерея

Эмблема НКВД
Флаг морских частей погранвойск
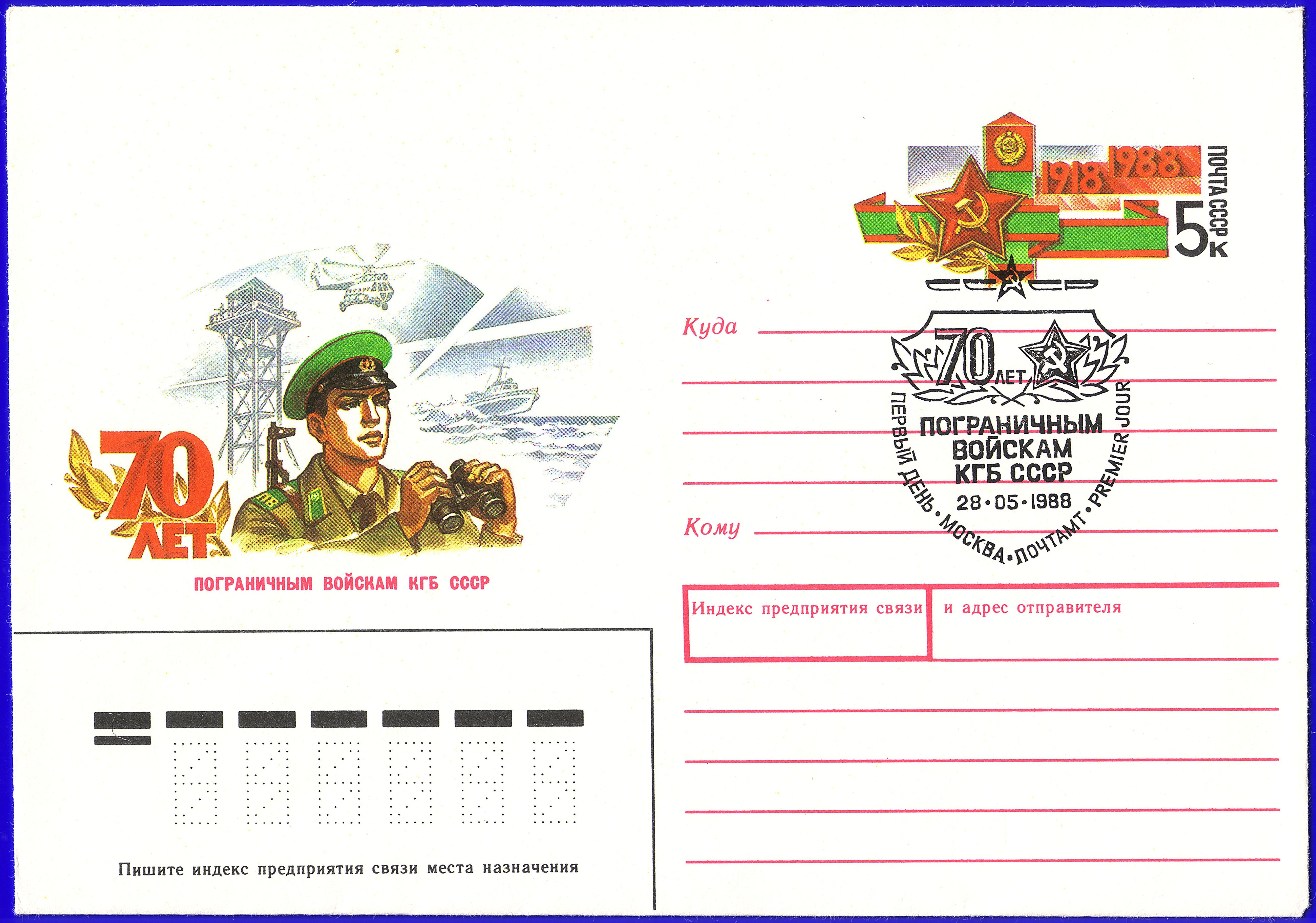
Почтовый конверт в честь 70-летия пограничных войск КГБ СССР, 1988 год
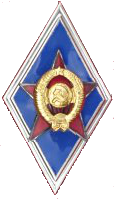
Нагрудный знак ВС СССР за окончание военно-учебного заведения — высших военных училищ и военных институтов
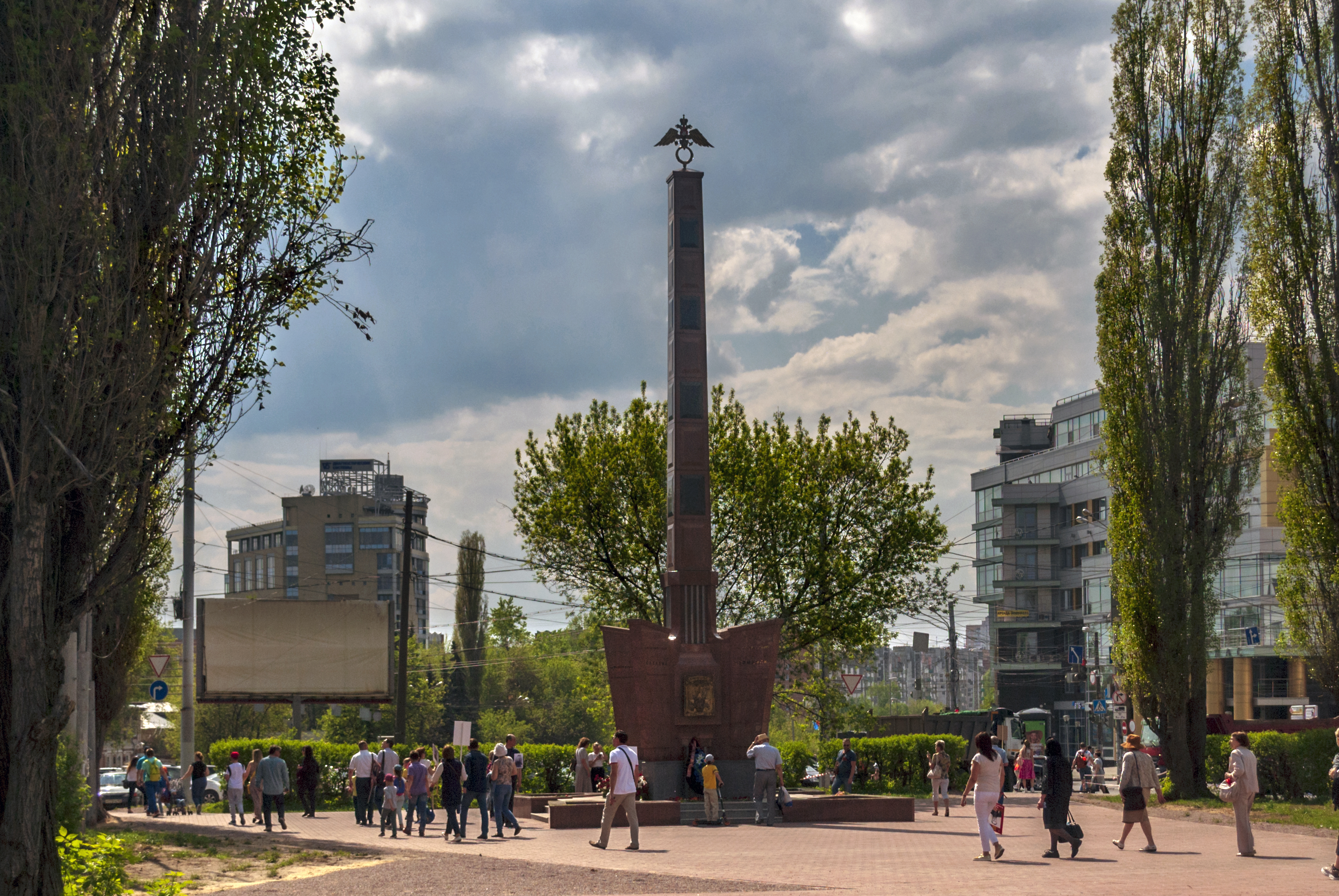
Обелиск пограничникам всех поколений на Сенной площади Нижнего Новгорода
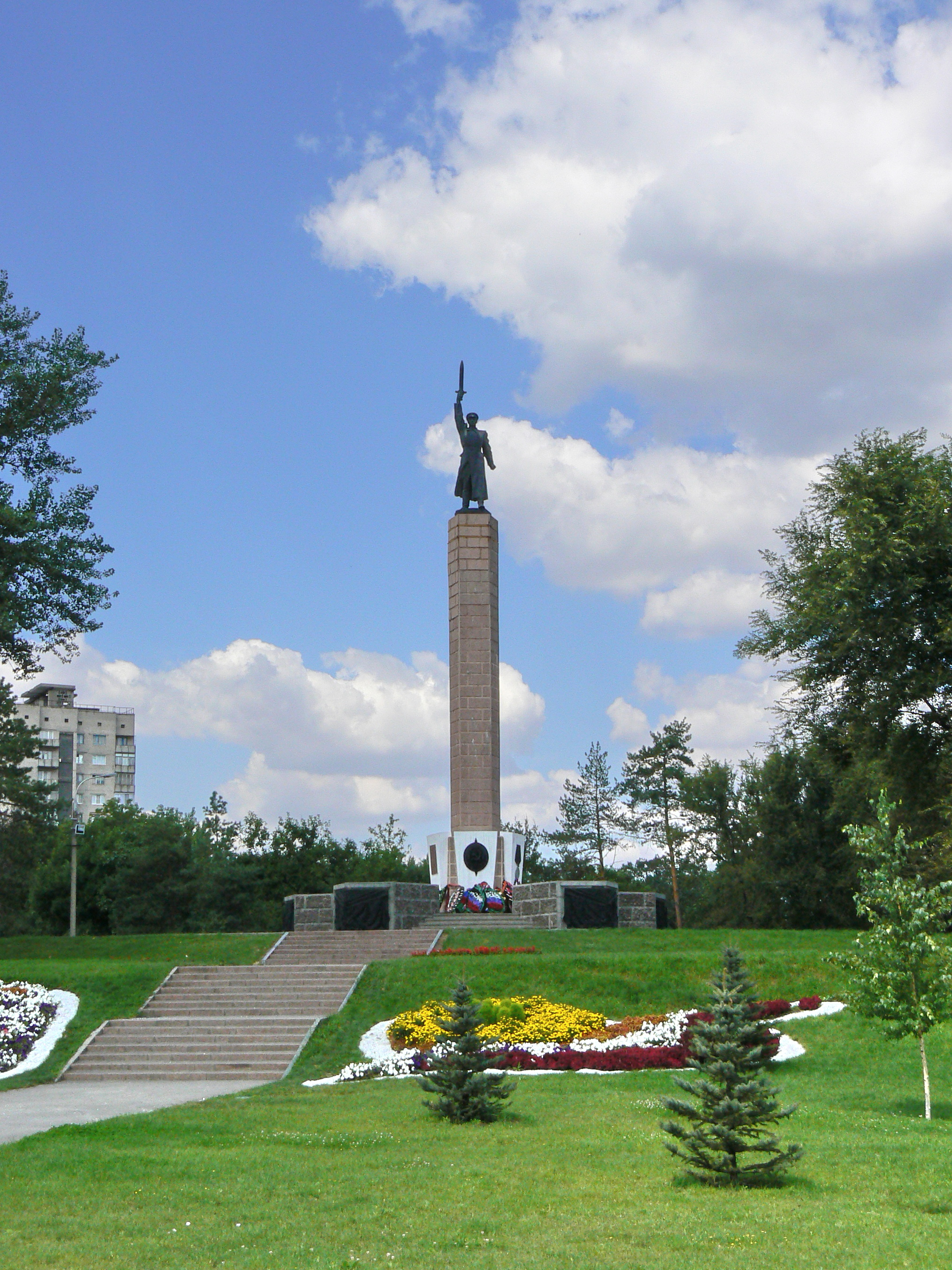
Обелиск воинам 10-й дивизии НКВД на площади Чекистов в Волгограде
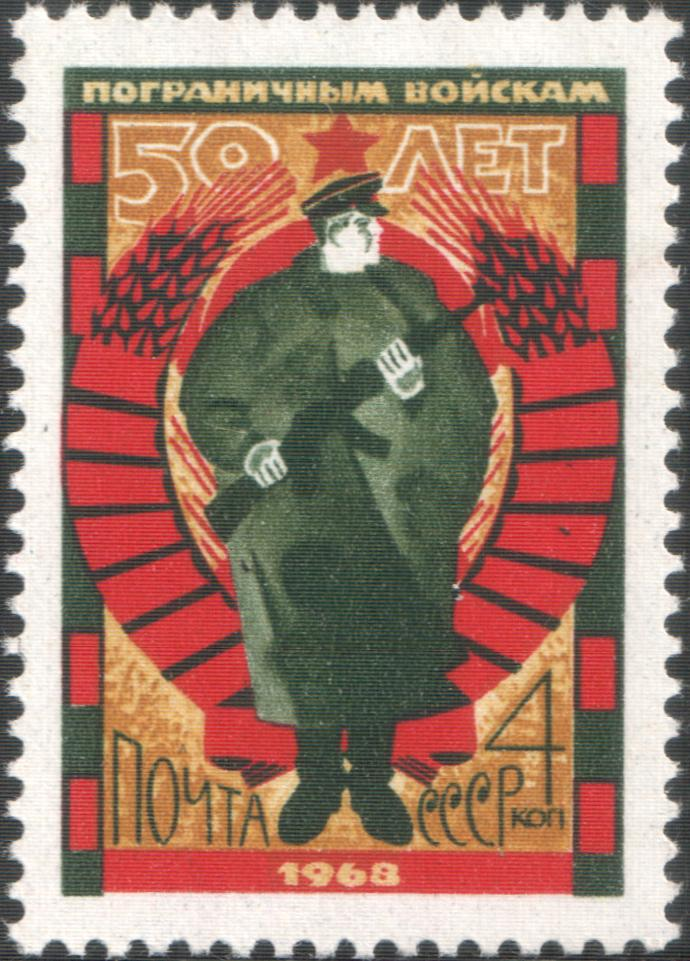
Почтовая марка СССР, 1968. 50-летие пограничным войскам СССР
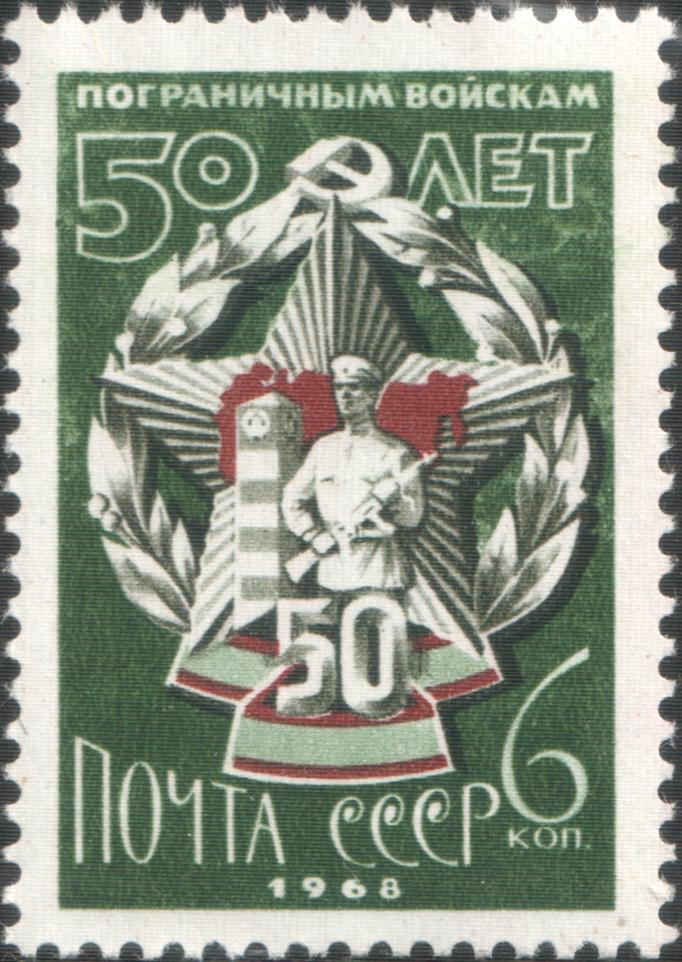
Почтовая марка СССР, 1968. 50-летие пограничным войскам СССР